# Francesco Campolo
Francesco Saverio Campolo (Pellaro, 1896 – Campagna italiana di Grecia, 21 gennaio 1941) è stato un militare italiano insignito della medaglia d'oro al valor militare alla memoria nel corso della seconda guerra mondiale.

## Biografia
Nacque a Pellaro (frazione del comune di Reggio Calabria) nel 1896, figlio di Giovanni e Giovanna Palermo. 
Arruolato nel Regio Esercito come aspirante ufficiale nel gennaio 1917, prese parte alla prima guerra mondiale dapprima con il 220º Reggimento fanteria "Sele" e poi con l'80º Reggimento fanteria "Roma". Nel gennaio 1918, promosso tenente, fu assegnato al 14º reparto d'assalto. Partito per l'Anatolia nel marzo 1919 con il 33º Reggimento fanteria "Livorno", decorato con una medaglia di bronzo al valor militare, rimpatriò nel 1920 per essere posto in congedo. Richiamato in servizio l'anno successivo, e trasferito in servizio permanente effettivo, fu destinato al 34º Reggimento fanteria "Livorno". Nell'aprile del 1927 partì volontario per la Cirenaica dove prestò servizio per circa quattro anni in forza al XIII Battaglione eritreo meritandosi anche un encomio solenne. Rientrato in Patria nel 1931, decorato con due croci di guerra al valor militare, fu promosso capitano alla fine del 1932 e maggiore nel gennaio del 1940. Prestò dapprima servizio presso il comando della 15ª Divisione fanteria "Bergamo", e poi nel gennaio del 1941 partì per l'Albania per raggiungere il 32º Reggimento fanteria "Siena" in qualità di comandante del III Battaglione. Cadde in combattimento a Chaif e Lusit il 21 gennaio 1941, e fu insignito prima di una medaglia d'argento al valor militare, successivamente tramutata nella medaglia d'oro al valor militare alla memoria.